# Johan Boström (1841–1911)
Johan Oskar Boström, född 8 januari 1841 i Luleå stadsförsamling, Norrbottens län, död 4 april 1911 i Sundsvalls församling, Västernorrlands län, var en svensk kyrkoherde och riksdagsman.
Boström var kyrkoherde i Sundsvall. Han var ledamot av riksdagens andra kammare och skrev i riksdagen 2 egna motioner en om anslag till lärarlöner och en om ändring i folkskolestadgan.